# Victoria (departamento)
Victoria é um departamento da Argentina, localizado na província de Entre Ríos.